# Joseph Jas-Béala
Joseph Jas-Béala, surnommé « Béala », né le 15 août 1865 à Firminy, et mort à Lyon le 17 juin 1940, est un mécanicien, militant et terroriste anarchiste individualiste et illégaliste. Béala participe activement à l'attentat du boulevard saint-Germain et à celui de Clichy, deux attaques projetant la France dans l'Ère des attentats (1892-1894). Arrêté avec ses complices Ravachol, Rosalie Soubère ou Charles Simon, il est acquitté par décision du jury. Béala est traduit en justice par l'État de manière répétée, subissant un nouveau procès après chaque acquittement. Acquitté trois fois en tout, il est condamné à un an de prison, lors de son quatrième procès successif, cette fois-ci pour avoir hébergé Ravachol.   

## Biographie
Joseph Marius Jas-Béala naît à Firminy le 15 août 1865. Sa mère se nomme Marie Déléage et son père Joseph Jas-Béala, comme lui,. Son père est marteleur,. Il évite le service militaire grâce au fait qu'il a des pieds plats et travaille comme mécanicien et ajusteur. En couple avec la militante anarchiste Rosalie Soubère,,, il accueille leur ami, Ravachol, chez eux à Saint-Étienne avant que le couple ne rejoigne Paris avec lui et ne loge chez Charles Chaumentin. En région parisienne, il rejoint les « Égaux de Montmartre », un groupe où évoluent aussi Ravachol et Auguste Vaillant. Selon Jean Vigouroux, il est vraisemblable d'envisager que ce déplacement vers la capitale est entrepris dans la perspective d'y commettre des attentats anarchistes. 
En effet, le groupe composé de Jas-Béala (Béala), Koënigstein (Ravachol), Soubère (Mariette) et Charles Simon (Biscuit) se radicalise à la suite de l'affaire de Clichy, où la police bat et maltraite des militants anarchistes emprisonnés. Après que le procureur chargé de l'affaire, Bulot, requiert la peine de mort pour les anarchistes incarcérés, et que le juge, Edmond Benoît, les condamne à des peines dures, le groupe commence à préparer un attentat visant à assassiner Benoît.

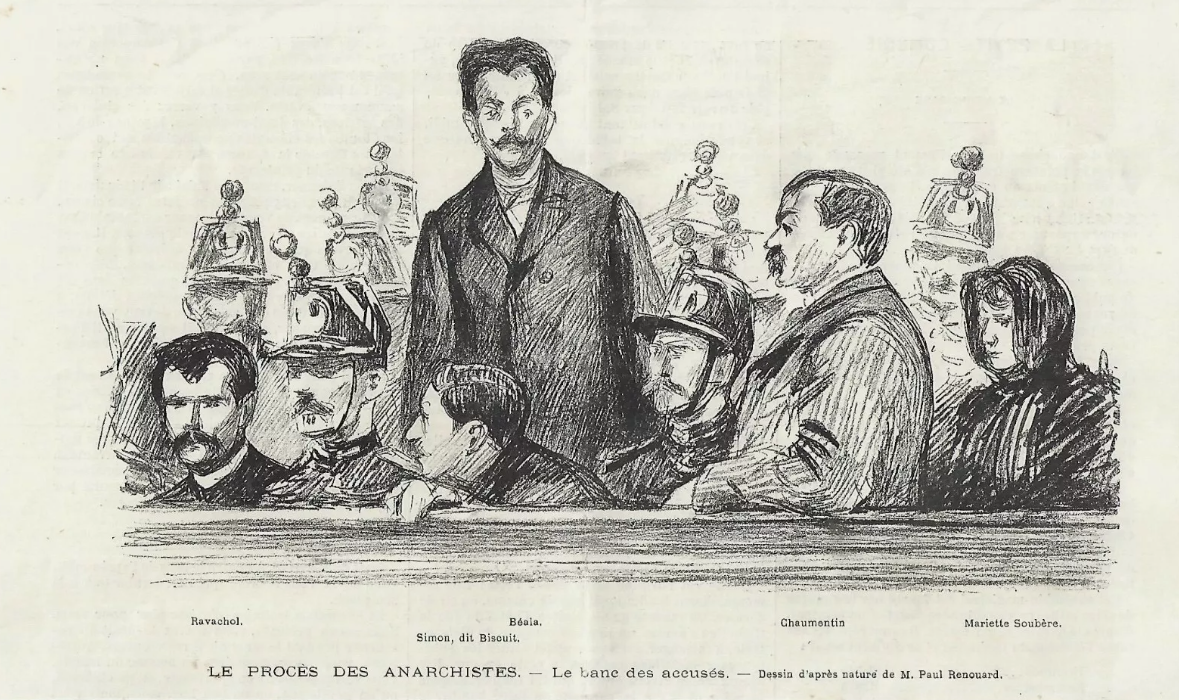
Procès des anarchistes impliqués dans l'affaire, 30 avril 1892, L'Illusration, Paul Renouard

Dans la nuit du 14 au 15 février 1892, Ravachol et d'autres anarchistes, dont Béala, selon la police, parviennent à s'emparer de trente kilogrammes de dynamite en volant la carrière de Soisy-sur-Seine, leur donnant la possibilité d'utiliser cet arsenal important dans la préparation d'attentats. Ravachol et Simon créent la bombe, Simon effectue une première reconnaissance de la résidence du juge puis le groupe de quatre personnes prend le tramway pour procéder à l'attentat, le 11 mars 1892. Il s'assied aux côtés de Soubère, qui transporte la bombe, qu'elle dissimule sous ses jupons,. Après qu'elle a confié la bombe à Ravachol, il reste à proximité avec elle et fait le guet puis, tandis que les autres militants quittent les lieux, elle reste sur place avec comme tâche de surveiller la suite des événements. Les militants ratent leur cible, la bombe explosant et ne tuant ni ne touchant Benoît.

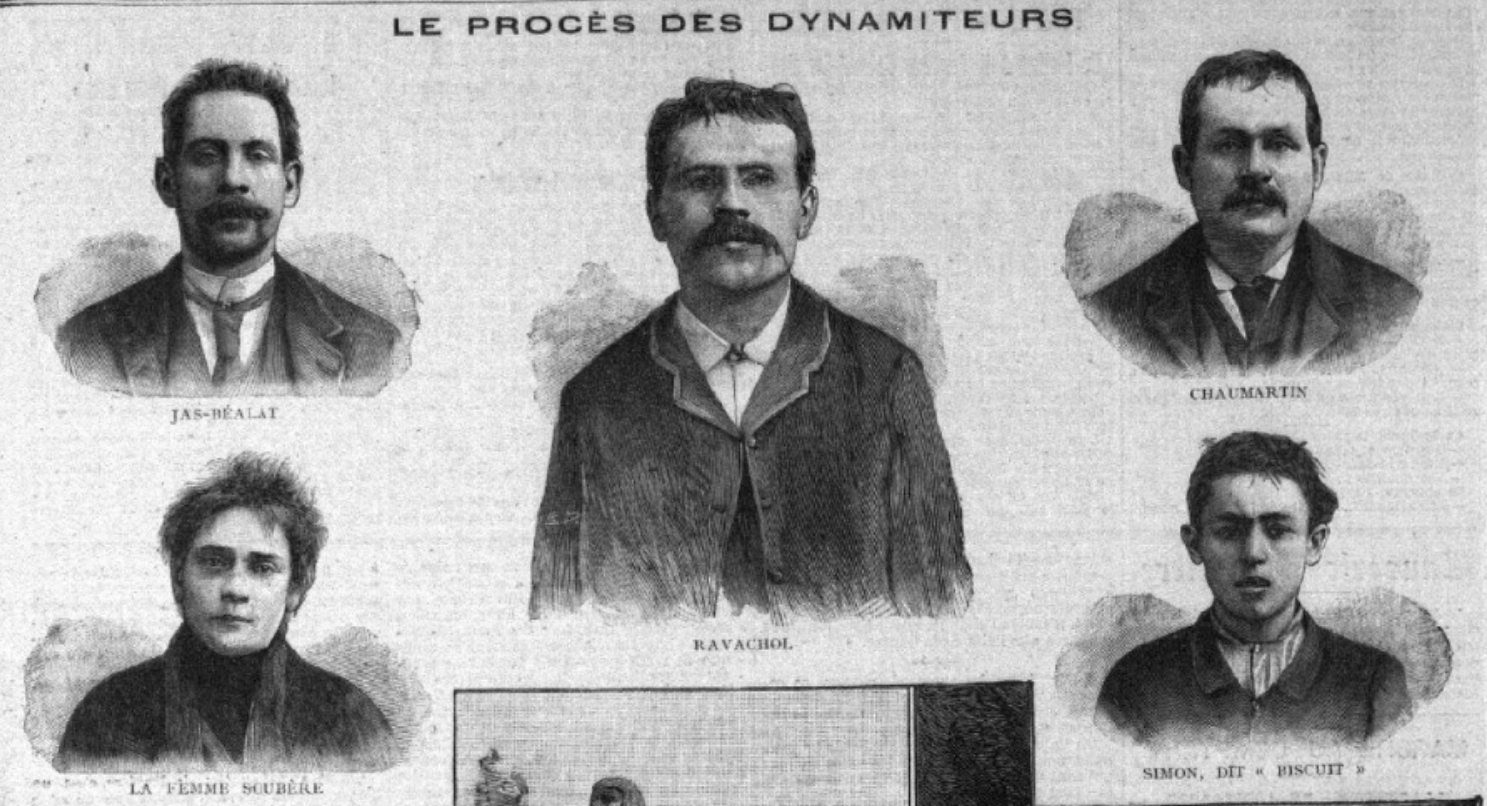
'Le procès des dynamiteurs' : Rosalie Soubère, Ravachol, Charles Simon, Joseph Jas-Béala et Charles Chaumartin. Le Petit Parisien : supplément illustré (1er mai 1892)

Le 27 mars 1892, le groupe effectue l'attentat de Clichy, visant le procureur, Bulot, cette fois-ci. Si un certain nombre d'anarchistes, comme Simon sont arrêtés après une dénonciation, Béala semble faire le guet de nouveau pour cette tentative. Ravachol pose sa bombe dans le bâtiment où réside le procureur, Bulot, et quitte les lieux. La bombe explose, blessant sept personnes mais ne touchant pas Bulot puisque celui-ci n'est pas présent dans l'immeuble. Ravachol est arrêté quelques jours plus tard, dénoncé par Very, le propriétaire du café Le Very où il dîne.
Les quatre sont arrêtés dans les jours qui suivent par la police et comparaissent devant la Cour d'assises de Paris,. Il est acquitté par le jury avec Soubère, tandis que Ravachol et Simon sont reconnus coupables mais avec circonstances atténuantes.
Les autorités tentent cependant de les incarcérer, les maintiennent en détention et les accusent d'abord d'avoir aidé Ravachol dans le meurtre de deux femmes à Montbrison, puis après que les trois sont acquittés par le jury, elles accusent le couple de nouveau, cette fois de complicité dans le recel des biens d'un assassinat commis par Ravachol : le couple est acquitté pour la troisième fois de suite. Béala est condamné pour la première fois lors de son quatrième successif, cette fois-ci pour avoir hébergé Ravachol. 
Il est condamné à un an de réclusion criminelle, Soubère est quant à elle condamnée à sept mois de prison, dont un pour « outrage ». 
Béala et Soubère s'installent ensuite à Saint-Denis, rue de la Briche, où ils vivent en portant le nom de Viala et Gibert pour passer inaperçus - ils travaillent alors comme marchands de journaux au Croissant avant de repartir pour Saint-Étienne. 
Jas-Béala participe parallèlement à la rédaction du Réveil des mineurs, un journal anarchiste francophone destiné à un public nord-américain. En 1897, il se marie avec Marie Barbier à Saint-Étienne.
Dans les années 1920, il est recensé à Lyon, travaillant comme métallurgiste.
Il meurt à Lyon (2e arrondissement) le 17 juin 1940.